# Kaneohe Station
Kaneohe Station is een plaats (census-designated place) in de Amerikaanse staat Hawaï, en valt bestuurlijk gezien onder Honolulu County.

## Demografie
Bij de volkstelling in 2000 werd het aantal inwoners vastgesteld op 11.827.

## Geografie
Volgens het United States Census Bureau beslaat de plaats een oppervlakte van
15,1 km², waarvan 11,4 km² land en 3,7 km² water.

## Plaatsen in de nabije omgeving
De onderstaande figuur toont nabijgelegen plaatsen in een straal van 12 km rond Kaneohe Station.